# 먹황새
먹황새(black stork)는 황새과에 속하는 큰 새이다. 칼 폰 린네에 의해 그의 《자연의 체계》 10판에서 처음 기술되었다. 부리 끝에서 꼬리 끝까지 평균 95~100cm, 날개 길이는 145~155cm인 성체 먹황새는 주로 녹색 광택의 검은 깃털이 있으며, 하얀 가슴과 배, 빨간색의 눈과 부리, 다리가 있다. 널리 퍼져 있지만 흔하지 않은 종으로, 유럽 전역(주로 포르투갈과 스페인, 중부와 동부 지역)과 북극을 가로질러 태평양까지 동쪽으로 흩어져 번식한다. 유럽 개체군은 열대 사하라 이남 아프리카, 아시아 개체군은 인도 아대륙에서 월동하는 장거리 이주이다. 유럽과 아프리카 사이를 이동할 때 지중해의 넓은 범위를 건너는 것을 피하고 동쪽의 레반트, 중앙의 시칠리아 해협 또는 서쪽의 지브롤터 해협을 통해 우회한다. 고립된 비이민 개체군은 남아프리카에서 발생한다.
근연종인 홍부리황새와 달리 먹황새는 수줍음이 많고 경계심이 많은 종이다. 단독으로 또는 쌍으로 나타나는데, 주로 습지나 강, 내수면에서 볼 수 있다. 양서류, 작은 물고기, 곤충을 먹이로 하며, 일반적으로 얕은 물에서 천천히 먹이를 쫓는다. 번식용 쌍은 보통 큰 숲 나무에 둥지를 짓는데, 가장 일반적으로 낙엽이 지지만 먼 거리에서도 볼 수 있는 침엽수도 있고, 큰 바위나 산간 지역의 돌출된 가장자리에서도 볼 수 있다. 암컷은 2~5개의 회백색 알을 낳는데, 이 알들은 둥지에서 시간이 지나면 더러워진다. 부화는 32일에서 38일이 걸리고, 암수가 임무를 분담하며 알을 낳는 데는 60일에서 71일이 걸린다.

## 생태

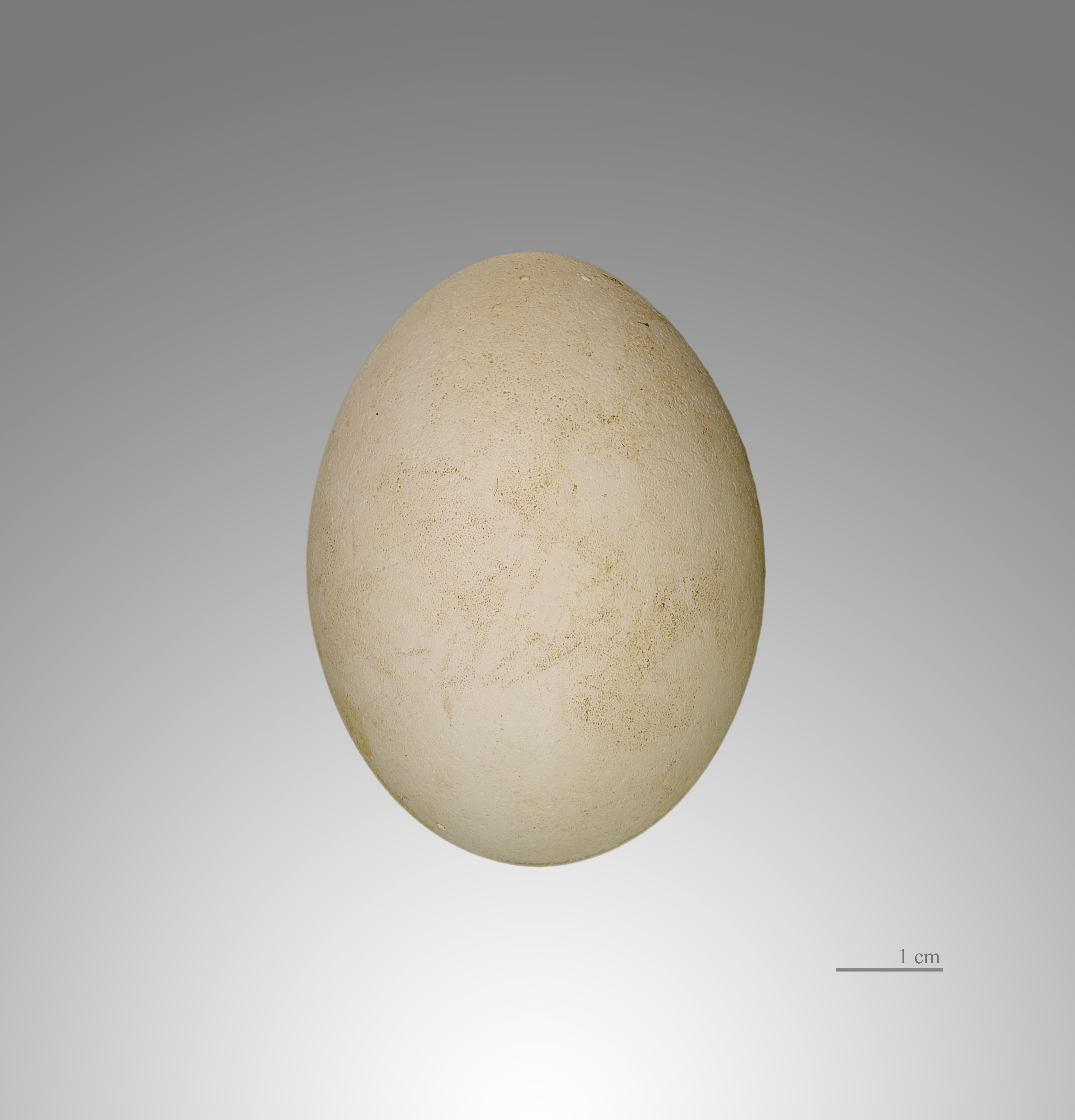
Ciconia nigra

몸길이는 약 92~100cm로 머리·목·윗가슴·등은 검은색으로 광택이 나고 배는 흰색이며, 다리와 부리는 붉은색이다. 눈 주위는 피부가 드러나 있으며 붉은색을 띤다. 내륙의 평야, 논이나 산악의 작은 골짜기에 서식한다. 인적이 드문 곳의 소나무 등의 고목 위나 암벽이 움푹 들어간 곳에 둥지를 틀고 3-5월에 흰색 알을 3-5개 낳으며 민물고기·갑각류·곤충을 잡아먹는다. 한국·유럽·아프리카·러시아·중국에 분포한다. 한국에서는 천연기념물 제200호 및 멸종위기 야생생물 Ⅰ급으로 지정하여 보호하고 있다.
대한민국에서 텃새 개체는 1968년까지 안동시 도산면 강송리 절벽에서 서식한 것을 끝으로 발견되지 않았으나, 최근 몇 년간 전라남도 함평군에서 겨울을 나는 모습이 발견되었다.